# Ciliopagurus grandis
Ciliopagurus grandis is een tienpotigensoort uit de familie van de Diogenidae. De wetenschappelijke naam van de soort is voor het eerst geldig gepubliceerd in 2012 door Komai, Reshmi, & Biju Kumar.